# Ophthalmophantom

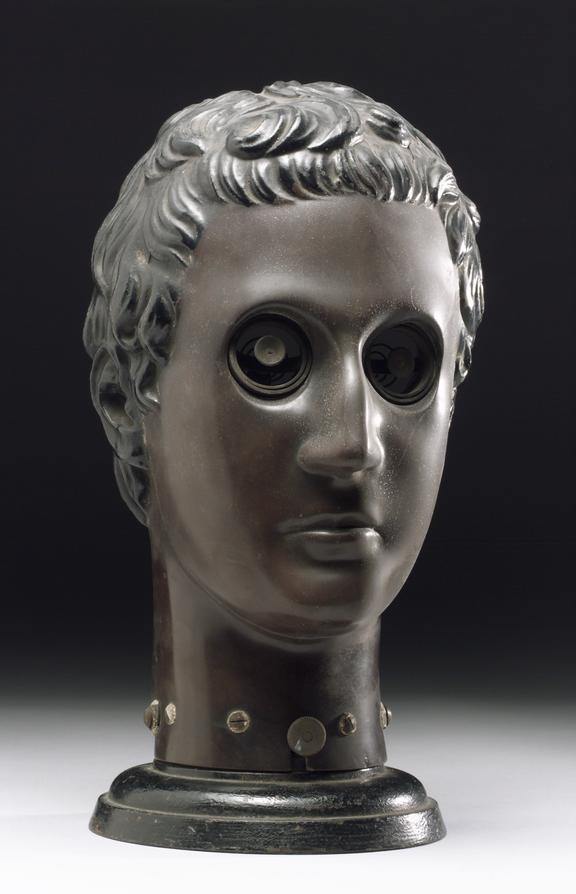
Vorderseite eines Ophthalmophantoms im Science Museum in London, Erfinder Albert Sachs 1827

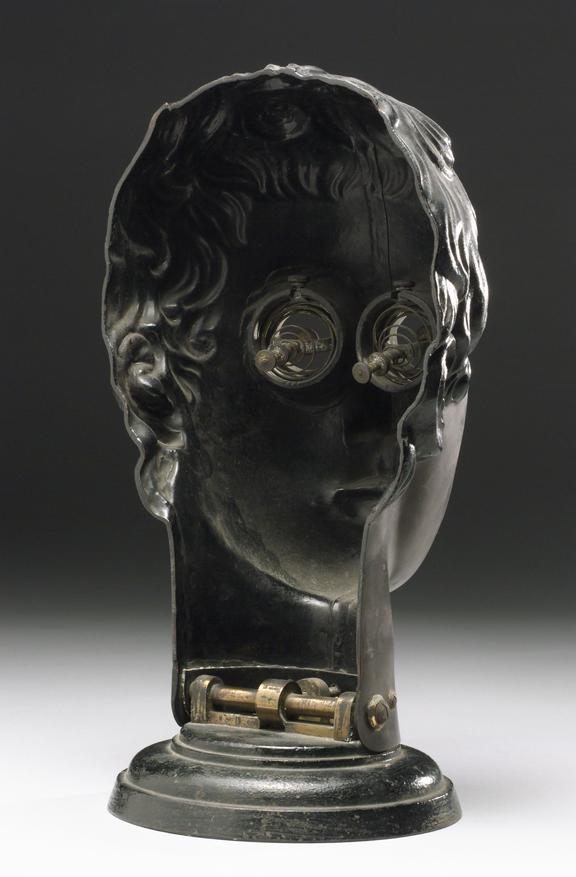
Rückseite eines Ophthalmophantom im Science Museum in London, Erfinder Albert Sachs 1827

Das Ophthalmophantom ist ein historisches Werkzeug in der Augenheilkunde, das zum Simulieren und Erlernen der Augenchirurgie genutzt wurde. Das Maskenphantom wurde erfunden und beschrieben 1827 von Albert Sachs, praktizierender Arzt und Privatlehrer für Augenoperationen in Berlin.

## Funktion
Es gibt zwei Lochmulden für Schweine-, Schaf- oder Ochsenaugen sie wurden in die Sockel eingesetzt, die Augen sind von federbelasteten konkaven Scheiben gehalten worden und der Auszubildende spannte sie in Augenöffnungen. Der Phantomkopf im Augustan-Stil konnte noch in verschiedenen Stellungen durch eine Stellschraube nach hinten abgeklappt werden.

## Hersteller
- 1870 wurden die Masken in Bakelit, einer neuen Kunststoffsorte, von Josef Leiter in Österreich gebaut.
- Ein anderer Hersteller der Masken war Carl Reiner aus Wien IX Mariengasse 17, noch heute 2019 ansässig.[4]
- Modell um 1870–1880 aus Aluminium von Professor Adolph Waldau deutscher Augenarzt, der Ende des 19. Jahrhunderts bei Karl von Graefe in Berlin studierte.[5]
- 1880 Klassisches Kopf-Ophthalmophantom, hergestellt von George Pilling und Son Company, Philadelphia[6]